# 451 (số)
451 (bốn trăm năm mươi mốt) là một số tự nhiên ngay sau 450 và ngay trước 452.